# Will Durant
Will Durant   (North Adams, 5 de novembre de 1885 - Los Angeles, 7 de novembre de 1981) va ser un filòsof, historiador i escriptor estatunidenc, conegut per la seva autoria i coautoria, al costat de la seva esposa Ariel Durant, de la col·lecció La Història de la Civilització.
Durant va concebre la filosofia com perspectiva total, o sigui, una visió de les coses sub specie totius, expressió inspirada pel sub specie aeternitatis de Spinoza. Va buscar en la seva obra unificar i humanitzar el gran cos de coneixement històric - que s'havia convertit en molt voluminós i és fragmentat en especialitzacions amb terminologies "esotèriques" - vitalitzant-lo per aplicació contemporània.
Dotat d'un talentós estil de prosa i considerat un excel·lent comptador d'històries, Durant va guanyar un gran nombre de lectors, en gran part a causa de la naturalesa i de l'excel·lència de la seva escriptura, que, en contrast amb el llenguatge acadèmic, és animada, intel·ligent, carismàtica, acolorida, ornamentada, epigramàtica, en suma, "humanitzada". Max Schuster, cofundador de l'editora Simon & Schuster, va comentar que la prosa de Durant "implora per ser llegida en veu alta". John Little, que va fundar i dirigeix la Will Durant Foundation i ha dedicat molts esforços per popularitzar les obres de l'autor el segle XXI, amb paraules que el mateix Durant va utilitzar moltes vegades per descriure algunes de les millors obres de l'Antiguitat Clàssica: "prosa tan bonica rivalitza amb la poesia".
Will i Ariel Durant van ser agraciats amb el Premi Pulitzer de No Ficció General el 1968, i amb la Medalla Presidencial de la Llibertat en 1977.

## Biografia

### Origen
Durant va néixer el 5 de novembre de 1885 en la ciutat de North Adams, a l'estat de Massachusetts, de pares francocanadencs que van tenir part en l'emigració quebequesa als Estats Units. Es deien Joseph Durant i Marry Allard.

### Formació, periodisme i docència

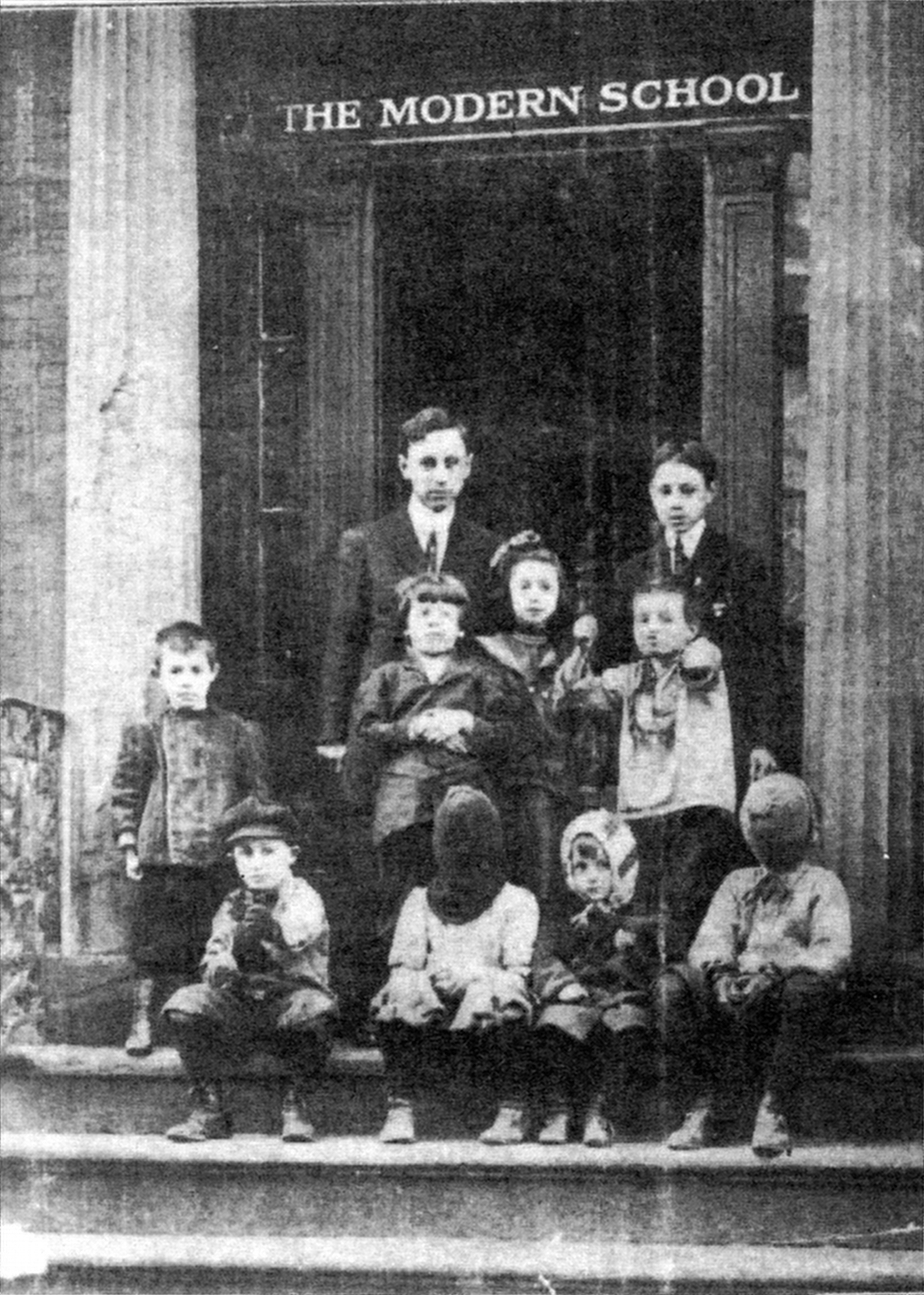
L'Escola Moderna en la ciutat de Nova York entorn de 1911. Will Durant apareix amb els seus pupils.

El 1900, amb quinze anys, va ser admès en la Saint Peter's Academy i més tard en el Saint Peter's College sent educat per jesuïtes, en la ciutat de Jersey en l'estat de Nova Jersey. El 1905 després de graduar-se, es va traslladar a la ciutat de Nova York on va tenir contacte amb els cercles llibertaris a partir de contactes amb intel·lectuals de l'època. El 1907 va passar a treballar com reporter pel periòdic New York Evening guanyant deu dòlars la setmana. En aquest diari va escriure diversos articles denunciant pràctiques d'abús sexual.
També el 1907 va passar a donar classes de Llatí, Francès, Anglès i Geometria en la universitat Setton Hall, en la ciutat de South Orange, New Jersey. En aquesta mateixa institució va actuar com bibliotecari organitzant la col·lecció d'aquesta universitat. A causa de malentesos ideològics amb la direcció de la universitat deixa la feina el 1911, any en què passa a actuar en la recentment inaugurada Escola Moderna de Nova York (Ferrer Modern School també coneguda com a Ferrer Institute) en la qualitat de director i professor. L'emprenedoria basada en els ideals pedagògics del català Francesc Ferrer va comptar amb el suport financer d'Alden Freeman, que va patrocinar també un viatge de Will Durant per Europa. Aquest mateix viatge mai el va fer oblidar Freeman, palesat en les demostracions de gratitud presents en el prefaci de la seva La Història de la Filosofia.
Entre 1911 i 1912 La revista Modern School va passar a ser editada per la institució. En la capa de la seva primera Edició Will Durant va aparèixer al costat de la munió de joves estudiants en una foto tirada en la porta de l'Escola Moderna de Nova York.
Donant classes a l'Escola Moderna, Durant es va enamorar d'una de les seves alumnes i s'hi va casar. Ida Kaufmann, anomenada Ariel per Will, és la seva companya tota la vida. Junts van tenir una filla, Ethel, i un fill, anomenat Louis. Ariel va contribuir substancialment en tots els volums de la Història de la Civilització, el seu nom, no obstant això, només va ser acreditat només en un dels llibres, el volum VII, L'Era de la Raó. Aquest fet només es verifica en el tiratge de la primera edició.

### Doctorat
El 1913, Durant deixa el càrrec de professor de l'escola moderna i per aconseguir recursos passa a fer conferències sobre història en una església presbiteriana, per 5 i 10 dòlars. Part del material d'aquestes conferències posteriorment va servir de punt de partida per la seva obra major La Història de la Civilització. Passa a treballar també com a professor auxiliar en la Universitat de Colúmbia.
El 1917, treballant en la seva tesi de doctorat en filosofia, Will va escriure el seu primer llibre Filosofia i el problema social. En ell va defensar la tesi que la Filosofia havia deixat de desenvolupar-se per evitar els problemes socials actuals. Durant va concloure la seva tesi de doctorat i va rebre el títol de doctor el 1917.

### Història de la filosofia
La seva primera obra de pes, La Història de la Filosofia, va ser inicialment publicada en el format de petits llibres blaus, que en l'època era el format de materials educacionals destinats als treballadors en els Estats Units. Aquests llibres van acabar sent tan populars que van tornar a ser publicats l'any 1926 per l'editora Simon & Schuster, convertint-se immediatament en un bestseller, i donant als Durant la independència financera que els va permetre viatjar pel món diverses vegades i va passar els següents quaranta anys escrivint La Història de la Civilització.

### Literatura
Durant encara va escriure l'obra Els Grans Pensadors, (Great Men of Literature).

### Lluita social
La parella Will i Ariel Durant van seguir enredats en diverses causes socials, sempre amb un punt de vista crític i llibertari. Durant molts anys van lluitar pel sufragi femení, per salaris igualitaris per ambdós gèneres i per millors condicions de treball pels obrers estatunidencs. No només van escriure sobre molts assumptes, sinó que es van esforçar per posar en pràctica les seves idees socialistes i llibertaries en pràctica.
Will és particularment recordat pel seu esforç permanent per facilitar l'accés a la història i a la filosofia a l'home comú, tant en el llenguatge adoptat com també en els mitjans escollits per ell - d'articles de revista a pamflets publicats en sèrie. També va ser Will un dels intel·lectuals pioners en l'activisme en favor dels drets civils, encara en l'inici de 1940, sent, per tant, anterior al sorgiment del moviment per drets civils en el seu país.

### Reconeixement i defunció
De cara del desè volum de la Història de la Civilització, Rousseau i la Revolució, Durant va ser premiat amb el premi Pulitzer de literatura, i més tard en 1977 amb el premi més gran concedit a un civil pel govern dels Estats Units - la Medalla Presidencial de la Llibertat, que va ser lliurat pel president Gerald Ford.
Ariel va morir el 25 d'octubre de 1981, i Will, 2 setmanes després, el 7 de novembre. Els Durant van ser enterrats junts en el Westwood Village Memorial Park Cemetery, en Los Angeles.

## Llegat
Tant Will Durant com la seva esposa es van obstinar a donar forma al que anomenaven Història Integral. Ambdós s'oposaven a l'exacerbació de l'especialització històrica, o sigui, un rebuig que va preveure en dècades el que més tard seria anomenat culte a l'especialista. La seva major obra La Història de la Civilització pretén ser una biografia detallada de la civilització (occidental), sense perdre el bon sentit, incloent-hi no només les guerres, moviments polítics i grans biografies, sinó també els elements culturals, elements i moviments artístics, filosòfics i religiosos, així com l'ascens i impacte dels mitjans comunicació de massa. El seu objectiu és ampliar la comprensió de l'existència humana, tant des del punt de vista de les seves debilitats, com de la seva perversitat. Durant desaprovava l'estretor del vessant històric-social que avui és coneguda per eurocèntrica, comentant i identificant en el seu llibre La nostra herència Oriental que Europa va ser només una part irregularment projectada d'Àsia, o sigui, Europa va ser una colònia sociocultural d'Àsia, i així, des del període clàssic, ciutats com Atenes van ser colònies culturals d'Àsia Menor. Will es va queixar especialment amb relació al provincianisme de les tradicions històriques que van començar amb Grècia i abans a Àsia, resumint la seva història en només una línia, mostrant que aquest va ser un dels majors errors de la nostra perspectiva i intel·ligència.